# 沙赫巴德
沙赫巴德（Shahbad）是印度哈里亚纳邦古鲁格舍德拉县的一个城镇。总人口37130（2001年）。

## 人口
该地2001年总人口37130人，其中男性19769人，女性17361人；0—6岁人口4251人，其中男2474人，女1777人；识字率73.10%，其中男性为76.46%，女性为69.27%。